# Kisela Voda (Skopje)
Kisela Voda (makedonsky Кисела Вода, albánsky Kisella Voda) je městská část (opština) hlavního města Severní Makedonie, Skopje. Nachází se na jižním okraji města, na úpatí vrcholu Vodno. Dělí se na několik menších místních částí – 11 Oktomvri, Birarija, Dračevo, Kisela Voda, Pintija, Pržno, Prihor, Rasadnik, Usje, Crniče a Česma.
Městskou část vymezuje z jihu pohoří Vodno a ze severu železniční trať Skopje – Veles.
Městskou část tvoří převážně nižší zástavba v podobě rodinných domů. V centrální oblasti se nachází i výškové budovy a na jihovýchodním okraji průmyslové oblasti.
Podle sčítání lidu v roce 2002 zde žilo celkem 84 625 obyvatel, kteří byli převážně Makedonci, a zastoupeny byly i jiné národnosti - Srbové (3738), Vlachové (987), Bosňáci (535), Turci (419), Albánci (342) a další.